# Studnie i źródła św. Jana Nepomucena w Czechach
Studnie i źródła św. Jana Nepomucena w Czechach – zespół studni i źródeł noszących nazwę św. Jana Nepomucena (patrona mostów i tonących, orędownika podczas powodzi) znajdujących się na terenie Czech.
Na terenie Czech znajduje się wiele miejsc i miejscowości związanych z postacią św. Jana Nepomucena. Duża część tych miejsc była odwiedzana przez tego świętego. Wokół tych wizyt z czasem narosły liczne podania i legendy. Część z nich związana jest ze źródłami lub studzienkami.
W granicach Czech znajdują się następujące studnie i źródła, których patronem jest św. Jan Nepomucen:
| Nazwa                         | Miejsce                                                    | Opis | Zdjęcie |
| ----------------------------- | ---------------------------------------------------------- | --- | ------- |
| Studánka sv. Jana Nepomuckého | Klasztor w Nepomuku                                        | Studzienka najbliższa miejscu urodzenia świętego. Znajduje się około kilometra od centrum miasta, w kierunku zamku Zelená Hora, na niebieskim szlaku turystycznym, przy ulicy Na Vinici I. Towarzyszy jej rzeźba świętego z 1718, postawiona w dowód wdzięczności za to, że źródło nie wysychało nawet podczas najbardziej suchych okresów. Woda nie nadaje się obecnie do spożycia. |         |
| Studánka Světice              | Brandýs nad Labem-Stará Boleslav, powiat Praga-Wschód      | Studzienka znajduje się na zachodnim stoku doliny Łaby, w północno-zachodniej części miasta (Spořilov). Nad źródłem zbudowano barokową kaplicę z wnęką oraz dwoma biegami schodów po bokach. W górnej niszy stoi rzeźba świętego z 1707. Dwie dolne nisze są próżne. Dojście z centrum miasta możliwe jest szlakiem zielonym. |         |
| Studánka sv. Jana             | Nová Ves, powiat Strakonice                                | Studzienka zlokalizowana w lesie na wzgórzach pomiędzy miejscowościami Nová Ves i Kváskovice, na północno-wschodnim stoku Novoveského Vrchu (765 m n.p.m.). Stoi nad nim kapliczka świętego wystawiona jako wotum za uratowanie życia Rozálii Hodánkovej, która wpadła do lodowatego potoku mroźną zimą i została uratowana. Źródło stanowi lokalne miejsce pielgrzymkowe. |         |
| Pramen u štoly                | Tabor-Čelkovice                                            | Źródło znajduje się przy dawnej sztolni św. Jana Nepomucena w Taborze, na południe od centrum miasta, przy ulicy U Lázní, niedaleko koryta rzeki Lužnice. Sztolnia powstała w XVI wieku. Woda z tutejszych źródeł uważana była za leczniczą, co w XIX wieku dało asumpt do powstania uzdrowiska (obecnie nieczynnego). Dojście z centrum miasta szlakiem zielonym. |         |
| Pramen sv. Jana               | Harrachov, powiat Semily                                   | Źródło z barokową rzeźbą św. Jana Nepomucena zlokalizowane w Anenském údolí (Kneippovy lázně), nad potokiem Bílá voda przy niebieskim szlaku Via Czechia. Na cokole rzeźby umieszczono datę 1842, kiedy to wody używano w celach leczniczych. |         |
| Studánka sv. Jana             | Jívka, powiat Trutnov                                      | Źródło bije z otworu z datą 1751 pod barokową rzeźbą św. Jana Nepomucena stojącą w centrum wsi, którą wyrzeźbił Josef Řehaček. |         |
| Studánka U Jánečka            | Chlumec nad Cidlinou                                       | Studzienka i kaplica św. Jana Nepomucena znajdują się w południowej części miasta, przy ulicy Palackého. Dawniej funkcjonowało tu uzdrowisko założone w 1731 i funkcjonujące tylko do 1746. Rzeźba świętego była w tym miejscu obecna już w połowie XVII wieku. Obecna kapliczka pochodzi XVIII lub XIX wieku. Była celem popularnych wędrówek podmiejskich. Wielokrotnie bywał tu pisarz Václav Kliment Klicpera.                                                                           |         |
| Studánka sv. Jana             | Kuřim                                                      | Kaplica nad źródłem zlokalizowana w południowej części miasta, na północnych stokach Kuřimskiej hory, przy szlaku żółtym i ulicy Podhoří/Jánskiej. Obiekt uszkodzono w czasie II wojny światowej, a później odbudowano. Po wojnie źródło zanikło z powodu użytkowania ciężkiego sprzętu leśnego bezpośrednio nad budowlą. W latach 2013–2014 doprowadzono tutaj wodę z innego miejsca, a kaplicę wraz z rzeźbą świętego odnowiono.                                                           |         |
| Studna U sv. Jana             | Benetice, część Světlej nad Sázavou, powiat Havlíčkův Brod | Studzienka ma okrągły basen, który się przelewa przy wyższych stanach wody. Nad studnią stoi drewniany słup z takąż kapliczką św. Jana Nepomucena. Na kamieniu poniżej wyryto napis: "Obnoveno po smršti 4.VII.1929". |         |
| Pramen sv. Jana               | Třemošnice, powiat Chrudim                                 | Źródło znajduje się przy kaplicy św. Jana Nepomucena na południowy wschód od miasta, w masywie Kaňkovy hory (CHKO Železné hory). Dojście jest możliwe szlakami żółtym i czerwonym. Przy kaplicy źródło jest skanalizowane i ponownie wypływa na powierzchnię nieco niżej, przy węźle szlaków turystycznych. |         |
| Studánka Pod kapličkou        | Svatojánské Lázně, powiat Chrudim                          | Źródełko znajduje się na granicy miasta Hlinsko i wsi Hamry. Studzienka jest umieszczona około metra od kaplicy św. Jana Nepomucena z 1760. Według tradycji woda ma właściwości lecznicze, w przeszłości stał tutaj dom uzdrowiskowy, działający jeszcze w XIX wieku i strawiony przez pożar w 1904. Miała uzdrawiać bóle, stawy, kręgosłup i mieć właściwości zbliżone do radioaktywnych wód z Jáchymova. Woda ze źródła zasila dwa małe stawy rybne. W 2018 kaplicę i oba stawy odnowiono. |         |
| Svatojánskolázeňský pramen    | Svatojánské Lázně, powiat Chrudim                          | Źródło jest położona nieco na południe od poprzedniego, w lesie, na stokach wzgórza Na Krni (679 m n.p.m.). Dojście jest nieoznakowane i trudne orientacyjnie. |         |
| Studánka pod sv. Janem        | Dešenice, powiat Klatovy                                   | Źródło osłonięte drewnianym daszkiem bije około kilometra na południe od wsi, w lesie, przy torowisku linii kolejowej nr 183 Janovice nad Úhlavou – Železná Ruda. Dojście jest możliwe ścieżką edukacyjną ze wsi lub szlakiem zielonym. Około czterysta metrów bardziej na południe i nieco wyżej stoi kaplica św. Jana Nepomucena, do której prowadzi ścieżka. |         |
| Studánka U kapličky           | Mnichov, część Vrbna pod Pradědem, powiat Bruntál          | Źródło z kapliczką św. Jana Nepomucena znajduje się w centrum Mnichova, przy kościele Nawiedzenia Najświętszej Marii Panny i drodze nr 445. W 2018 studzienka pozbawiona była wody. |         |